# Pan-pan
«Pan-Pan» (произносится «пан-пан», от фр. panne «поломка») — сигнал в голосовой радиотелефонной связи, обозначающий возникновение аварийной ситуации, при которой транспортное средство (судно, самолёт и т. д.) и его пассажиры подвержены конкретной угрозе, однако отсутствует угроза их жизни или самому транспортному средству, а немедленная помощь не требуется.
Следующим уровнем, указывающим на наличие непосредственной опасности человеческой жизни или транспортному средству, является сигнал Mayday.

## Морская радиосвязь
В морской радиосвязи сигнал звучит как «Pan-pan, Pan-pan, Pan-pan» и указывает на срочность сообщения. В случае необходимости срочной медицинской помощи трижды передаётся сигнал «Pan pan Medico».
Само сообщение содержит:
- параметр, идентифицирующий судно (обычно — название);
- географические координаты местоположения судна;
- вид повреждения;
- информацию о необходимой помощи.

Типичными случаями для подачи сигнала «Pan pan» являются:
- потеря манёвренности судном в результате повреждения руля или штурвала;
- остановка судна, при которой судну угрожает косвенная опасность (к примеру, в результате выброски на берег);
- тяжёлое заболевание одного из членов экипажа;
- или другое.

При передаче в эфир срочного сообщения вся прочая радиосвязь должна быть прекращена. Более высоким приоритетом обладают только сигналы бедствия.

## Авиационная радиосвязь
В авиационной радиосвязи сигнал «Pan pan» используется для сообщений, касающихся безопасности транспортных средств или людей. Подобные сообщения могут касаться и посылающего их транспортного средства.
Срочный вызов должен начинаться с трёхкратной отправки сигнала «Pan pan», быть направленным на конкретную наземную станцию (или содержать слова «All station») и содержать позывной сигнал самолёта. Далее следуют:
- тип повреждения или тип наблюдаемой проблемы;
- другая информация, необходимая для оказания помощи;
- (при необходимости) действия, которые пилот планирует выполнить в ближайшее время;
- (при необходимости) координаты, курс и высота полёта судна.